# Ono Cholhwan
Ono Cholhwan (大野 哲煥 Ono Cholhwan?), född 25 oktober 1993 i Shimane prefektur, är en japansk fotbollsspelare.
Ono började sin karriär 2016 i JEF United Chiba. Han spelade 9 ligamatcher för klubben. 2020 var han utlånad till Tochigi SC. Från och med 2021 spelar han för FC Gifu.